# Paulette Doan
Paulette Doan (1953) è un'ex danzatrice su ghiaccio canadese. Insieme a Kenneth Ormsby ha vinto un argento e un bronzo nella gara di danza su ghiaccio al Campionato del mondo e un oro e un bronzo al North American Championship.

## Biografia
Doan è nata nel 1953. Nel 1964 Doan è passata al professionismo e ha iniziato a esibirsi nei tour di Ice Follies insieme al suo partner Kenneth Ormsby. Il giorno in cui sono entrati nel cast dello show i due pattinatori hanno annunciato il loro fidanzamento.

## Risultati
(con Kenneth Ormsby)
| Evento                       | 1961  | 1962 | 1963 | 1964 |
| ---------------------------- | ----- | ---- | ---- | ---- |
| Campionati mondiali          |       | 5°   | 3°   | 2°   |
| North American Championships | 3°    |      | 1°   |      |
| Campionati canadesi junior   | 1 J.* |      |      |      |
| Campionati canadesi          | 3*    | 3°   | 1°   | 1°   |